# 薩克森-維滕堡公國
薩克森-维滕贝格公國（德語：Herzogtum Sachsen-Wittenberg）是中世紀中期的神聖羅馬帝國境內以维滕贝格為中心的公國（後分裂為下薩克森和以邁森為統治中心的上薩克森），出現在老薩克森公國解體之後。阿斯坎尼家族的公爵們擁有選侯資格，最終由1356年的金璽詔書確立為七大選侯之一。

## 歷史

### 阿斯坎尼家族謀取薩克森公爵
來自伊斯特伐利亞地區的巴伦施泰特伯爵奧托娶了比隆家族的薩克森公爵馬格努斯幼女艾麗卡，馬格努斯死於1106年意味著比隆家族絕嗣，奧托希望能繼任薩克森公爵，但國王亨利卻冊封蘇普林堡伯爵洛泰爾為繼任者，伴隨著隨後亨利和洛泰爾長時間的糾紛，奧托獲得了對立薩克森公爵的頭銜，但僅在1122年的短時期內。
洛泰爾在1125年當選為羅馬人民的國王，並在1134年將北部馬克授予奧托之子阿尔布雷希特。洛泰爾死於1137年，阿爾布雷希特再次爭取繼承薩克森公國，但敗于洛泰爾的女婿，韋爾夫家族的巴伐利亞公爵驕傲的亨利。此後阿爾布雷希特與斯陶芬家族訂立盟約：阿爾布雷希特支持法蘭克尼亞公爵康拉德為羅馬人民的國王，康拉德剝奪驕傲的亨利治下的薩克森公國，轉賜予阿爾布雷希特。然而，阿爾布雷希特遭到公國境內的貴族抵制，不得不在1142年承認驕傲的亨利之子獅子亨利為薩克森公爵。阿爾布雷希特隨後在1147年參加文德十字軍，討伐異教徒。1157年，阿爾布雷希特得到勃蘭登堡，隨即成為首位勃蘭登堡藩侯，后死於1170年。
阿斯坎尼家族的第三次機會很快來臨，皇帝腓特烈一世在1180年擊敗獅子亨利，并剝奪其大部分領地。巴巴羅薩拆分薩克森公國為多個直屬于帝國的政治實體，分賜予支持者。在眾多支持者中，科隆大主教菲利普獲得了最大的領地：原薩克森公國的南部威斯特伐利亚地區，該地區命名為威斯特伐利亚公國。阿爾布雷希特的幼子安哈爾特伯爵伯恩哈德獲得了薩克森公爵頭銜和其餘地區，但阿斯坎尼家族的領地僅限于伊斯特伐利亞地區的易北河沿岸。

### 安哈爾特、维滕贝格和勞恩堡
伯恩哈德死於1212年，兩個兒子瓜分了領地，長子亨利獲得了家族舊有專屬領地：以巴伦施泰特為中心的區域被稱為安哈爾特伯國；次子阿爾布雷希特繼承薩克森公爵頭銜和得到伊斯特伐利亞地區內三塊彼此不接壤的領地，易北河沿岸環繞维滕贝格和巴特贝尔齐希的領地，易北河沿岸以勞恩堡和阿姆特诺伊豪斯為中心的領地和易北河入海口哈德爾恩地區。
1260年，阿爾布雷希特死後，長子約翰一世和次子阿爾布雷希特二世實行共治。兄弟倆分別在1269年、1272年和1282年逐漸分割维滕贝格、勞恩堡、哈德爾恩三地財產，阿爾布雷希特在1269年成為馬格德堡伯爵，隨即分到了维滕贝格一帶，又在1273年娶了國王魯道夫之女阿格尼斯。約翰于1282年退位，放權給三個兒子約翰一世、埃里克一世和阿爾布雷希特三世。1285年，約翰一世死後，三兄弟和叔叔阿爾布雷希特共治。
1288年，邁森藩侯亨利三世死後，阿爾布雷希特向岳父魯道夫.馮.哈布斯堡請求將薩克森-普法爾茨伯爵授予其子魯道夫，并替其子魯道夫謀求采邑。在布雷納伯爵領地收歸帝國后轉賜予阿爾布雷希特之子魯道夫。岳父魯道夫去世后，鑒於外甥年幼，阿爾布雷希特在隨後的國王選舉中支持拿騷的阿道夫。阿爾布雷希特再次擴大領地，1295年得到戈梅尔恩伯國。

### 维滕贝格公國
阿爾布雷希特二世和侄子們共治到1295年，薩克森公國明確劃分為薩克森-勞恩堡公國和薩克森-维滕贝格公國，薩克森-勞恩堡由阿爾布雷希特的三個侄子：約翰二世、埃里克一世和阿爾布雷希特三世共治。薩克森-维滕贝格由阿爾布雷希特單獨統治，當貝格多夫、薩德爾班德、拉策堡、達奇寧和哈德爾恩等地劃為薩克森-勞恩堡公國領地，阿爾布雷希特二世分到了薩克森-维滕贝格，由此成為了阿斯坎尼家族的薩克森-维滕贝格支系始祖。
當魯道夫在1298年繼任薩克森-维滕贝格公爵后，因選侯資格歸屬問題與薩克森-勞恩堡支系的堂兄們對立，兩個支系都宣稱各自擁有選舉權，舅舅阿爾布雷希特在1308年死於暗殺后，魯道夫在隨後的國王選舉大會上投票支持盧森堡伯爵亨利。在1314年的國王選舉中，薩克森-维滕贝格和薩克森-勞恩堡都參與其中，分別支持哈布斯堡家族的奧地利公爵美男子腓特烈和其表兄維特爾斯巴赫家族的上巴伐利亞公爵路易，路易得到了七票中的五票：特裡爾大主教巴爾杜因、波希米亞國王約翰、薩克森-勞恩堡公爵約翰二世、美因茨大主教彼得、勃蘭登堡藩侯瓦爾德馬。腓特烈得到了七票中的四票：波希米亞國王亨利、科隆大主教亨利二世、萊茵-普法爾茨伯爵魯道夫一世、薩克森-维滕贝格公爵魯道夫一世。
路易憑藉著薩克森-勞恩堡支系的合作并當選為國王，前者在1322年的米多爾夫會戰中獲勝，從而為自己贏得了王位之爭。作為反對者，薩克森-维滕贝格公爵魯道夫一世在勃蘭登堡支系絕嗣后失去了繼承勃蘭登堡的機會。國王路易將勃蘭登堡沒收并轉封自己的兒子路易，魯道夫隨後全力援助盧森堡家族，支持盧森堡伯爵查理為對立國王，1356年的金璽詔書確立薩克森-维滕贝格公爵為選侯之一，薩克森-勞恩堡受到忽略。
當薩克森-维滕贝格支系在1422年絕嗣后，薩克森-勞恩堡公爵埃里克五世未能如願繼承選侯國，國王西吉斯蒙德授予韋廷家族的邁森藩侯弗里德里希四世為薩克森選侯，弗里德里希將邁森和薩克森-维滕贝格置於自己的統治下，將官邸從易北河畔遷往邁森，所在地被稱為上薩克森，以此區別先前的薩克森公國中心，後者被稱為下薩克森，薩克森-维滕贝格地區被稱為選侯區。隨著1485年韋廷家族的《萊比錫分割》，维滕贝格周邊領地屬於恩斯廷系。